# Lilli Jahn
Lilli Jahn (geboren 5. März 1900 in Köln als Lilli Schlüchterer ; gestorben mutmaßlich 19. Juni 1944 in Auschwitz-Birkenau) war eine deutsche Ärztin jüdischen Glaubens und Opfer des Nationalsozialismus. Ihre Briefe gelten als wichtiges literarisches Zeitzeugnis.

## Leben

### Kindheit und Ausbildung
Lilli Jahn wurde als Lilli Schlüchterer, Tochter des wohlhabenden Kaufmanns Josef Schlüchterer, im liberalen assimilierten jüdischen Milieu der Stadt Köln geboren. Ihre jüngere Schwester Elsa Schlüchterer kam ein Jahr später, am 2. Juni 1901, zur Welt. Die Familie wohnte in einer geräumigen Wohnung in der Kölner Bismarckstraße, besuchte kulturelle Veranstaltungen wie Theater- und Musikaufführungen und war uneingeschränkt ein Teil des gesellschaftlichen Lebens in Köln. 1907 führte die Verleihung der preußischen Staatsbürgerschaft zu einem weiteren Zeichen der sozialen Integration. Für ihre Zeit erhielt Lilli eine für ein Mädchen sehr fortschrittliche Erziehung: 1906 wurde sie eingeschult und besuchte bis 1913 eine Privatschule für höhere Töchter. Danach wechselte sie auf das Realgymnasium der Kaiserin-Augusta-Schule, was zu der Zeit als ein Privileg angesehen wurde. 1919 machte sie das Abitur und studierte anschließend in Würzburg, Halle (Saale), Freiburg im Breisgau und Köln Medizin. Ihre ein Jahr jüngere Schwester Elsa studierte Chemie. Lilli Schlüchterer kehrte 1924 nach Köln zurück, schloss ihr Studium mit dem Staatsexamen ab und promovierte mit dem hämatologischen Thema Über den Gesamtschwefelgehalt des Blutes, insbesondere der roten Blutzellen. Ihre Prüfer waren u. a. die Kinderärzte Ferdinand Siegert und Erwin Thomas sowie der Dermatologe Ferdinand Zinsser. Nach der bestandenen Prüfung arbeitete sie zunächst als Praxisvertretung sowie als Volontärin und ab 1925 als Assistenzärztin im Israelitischen Asyl für Kranke und Altersschwache in Köln.

### Heirat und Familiengründung in Immenhausen
Ihren Plan, eine Facharztausbildung zur Kinderärztin zu machen und sich in Halle niederzulassen, gab sie auf, als sie den gleichaltrigen evangelischen Arzt Ernst Jahn während ihres Studiums im Spätsommer 1923 kennenlernte und ihn gegen die Einwände der Eltern 1926 heiratete. Nach der Trauung im August 1926 fuhren Lilli und Ernst auf Hochzeitsreise nach München. Das ungleiche Paar – Ernst galt als grüblerisch und zaudernd, Lilli als zupackend und lebensfroh – zog nach Immenhausen, wo sie eine gemeinsame Hausarztpraxis eröffneten. Die fünf gemeinsamen Kinder Gerhard, Ilse, Johanna, Eva und Dorothea wurden evangelisch getauft und erzogen. In Immenhausen verkehrten die Jahns mit den Honoratioren des Ortes. Der jüdische Glaube der beliebten Hausärztin, die regelmäßig die Synagoge in Kassel besuchte, war zunächst kein Thema.

### Leben im Nationalsozialismus
Das änderte sich nach der Machtübernahme durch die Nationalsozialisten und der Ersetzung des SPD-Bürgermeisters durch ein NSDAP-Mitglied zunächst schleichend und durchaus nicht von der Mehrheit der traditionell sozialdemokratisch wählenden Immenhausener Bevölkerung getragen. 1933 drang in Immenhausen die Sturmabteilung in Häuser und Wohnungen ein und deportierte die Opfer in eine damalige Knopffabrik. Dort kam es zu schweren körperlichen Misshandlungen und Folterungen. Ernst Jahn wurde als Arzt für die Behandlungen der Opfer gerufen.
Bis 1942 blieb Lilli Jahn relativ geschützt, da sie in einer sogenannten „privilegierten Mischehe“ lebte. Dank ihrer Ehe mit einem als arisch geltenden Mann musste sie den gelben Stern nicht tragen. Als Ärztin durfte Lilli Jahn allerdings nicht mehr arbeiten. Sie wurde zunehmend im Ort geschnitten, durfte an keinen Veranstaltungen mehr teilnehmen und lebte weitgehend isoliert. Nur durch zahlreiche Briefe, die sie an Freunde und Verwandte schrieb, blieb sie mit der Außenwelt verbunden. Bald war Lilli Jahn die einzige Jüdin in Immenhausen. Lillis Schwester Elsa und ihre Mutter Paula – der Vater war bereits 1932 gestorben – konnten rechtzeitig nach England emigrieren.
Lillis Kinder, die nach nationalsozialistischer Terminologie als Halbjuden angesehen wurden, waren ebenfalls Diskriminierung und Ausgrenzung ausgesetzt. Dadurch wurden ihnen fast alle Berufs- und Lebenschancen genommen. Sie wurden von sozialen und schulischen Aktivitäten ausgeschlossen, ihnen wurde der Zutritt zu Jugendgruppen verwehrt und das Tragen ihrer Schuluniform verboten.

### Scheidung und erneute Heirat des Ehemannes
Die Situation änderte sich dramatisch, als Ernst Jahn sich in eine junge, nichtjüdische Ärztin verliebte, die 1942 in seinem Haus ein Kind von ihm bekam. Lilli Jahn assistierte ihrem Mann sogar bei der Entbindung. Im gleichen Jahr willigte sie, gegen den Rat von Freunden, in die von Jahn gewünschte Scheidung ein. Im November 1942 heiratete Ernst Jahn seine Geliebte, die mit dem gemeinsamen Kind nach Kassel zog, während er bei seiner „alten“ Familie in Immenhausen blieb.

### Vertreibung aus Immenhausen
Im Juli 1943 wurde Lilli Jahn auf Betreiben des stellvertretenden Ortsgruppenleiters der NSDAP und Immenhausener Bürgermeisters Karl Groß aus dem Ort vertrieben und musste in eine Mietwohnung im von alliierten Bombenangriffen schwer bedrängten Kassel ziehen. Der 15-jährige Sohn Gerhard Jahn war zu dieser Zeit bei der Fliegerabwehr, der Vater zum Dienst in einem Militärlazarett eingezogen. Im Familienhaus wohnte jetzt die neue Frau Jahn mit ihrem Kind.

### Inhaftierung in Breitenau
Ende August 1943 wurde Lilli Jahn denunziert – sie hatte auf dem Klingelschild das für alle Jüdinnen vorgeschriebene „Sara“ in ihrem Namen weggelassen, dafür aber den für Juden verbotenen Doktorgrad belassen. Sie wurde von der Gestapo verhaftet, verhört und wegen Verstoßes gegen die Verordnung vom 17. August 1938 unter nie ganz geklärten Umständen in das Arbeitserziehungslager Breitenau bei Guxhagen südlich von Kassel überführt. Die minderjährigen Kinder blieben weitgehend auf sich allein gestellt. Lilli Jahn wurde zunächst als Zwangsarbeiterin im Zweigwerk Spangenberg der Pharmafabrik B. Braun Melsungen eingesetzt. Nur einmal gelang es der Tochter Ilse, die bereits erheblich geschwächte Mutter während der Lagerhaft zu besuchen. Ob Ernst Jahn versuchte, das Leben seiner ehemaligen Frau durch Gesuche bei der zuständigen Gestapo in Kassel oder beim Reichssicherheitshauptamt in Berlin zu retten, ist bis heute nicht geklärt. Rettungsversuche befreundeter Mitglieder der Bekennenden Kirche in Kassel blieben erfolglos. Sieben Monate nach ihrer Einweisung nach Breitenau entschied die Gestapo, sie in das Vernichtungslager Auschwitz zu deportieren.

### Deportation nach Auschwitz und Ermordung
Im März 1944 wurde Lilli Jahn mit einem Sammeltransport über Dresden nach Auschwitz deportiert. Vorher gelang es ihr noch, die Briefe ihrer Kinder aus Breitenau hinauszuschmuggeln. Sie gelangten in die Hände ihres Sohnes, der sie ohne Wissen seiner Schwestern bis zu seinem Tod 1998 aufbewahrte. Der letzte erhaltene Brief Lilli Jahns aus Auschwitz vom 6. März 1944 ist von fremder Hand geschrieben, nur die Unterschrift ist die ihre. Am 19. Juni 1944 starb Lilli Jahn in Auschwitz. Die amtliche Bestätigung über Lilli Jahns Tod erhielt die Familie erst im Oktober. Über die näheren Umstände der Todesursache gibt es bis heute keinerlei Auskunft.

## Gedenken

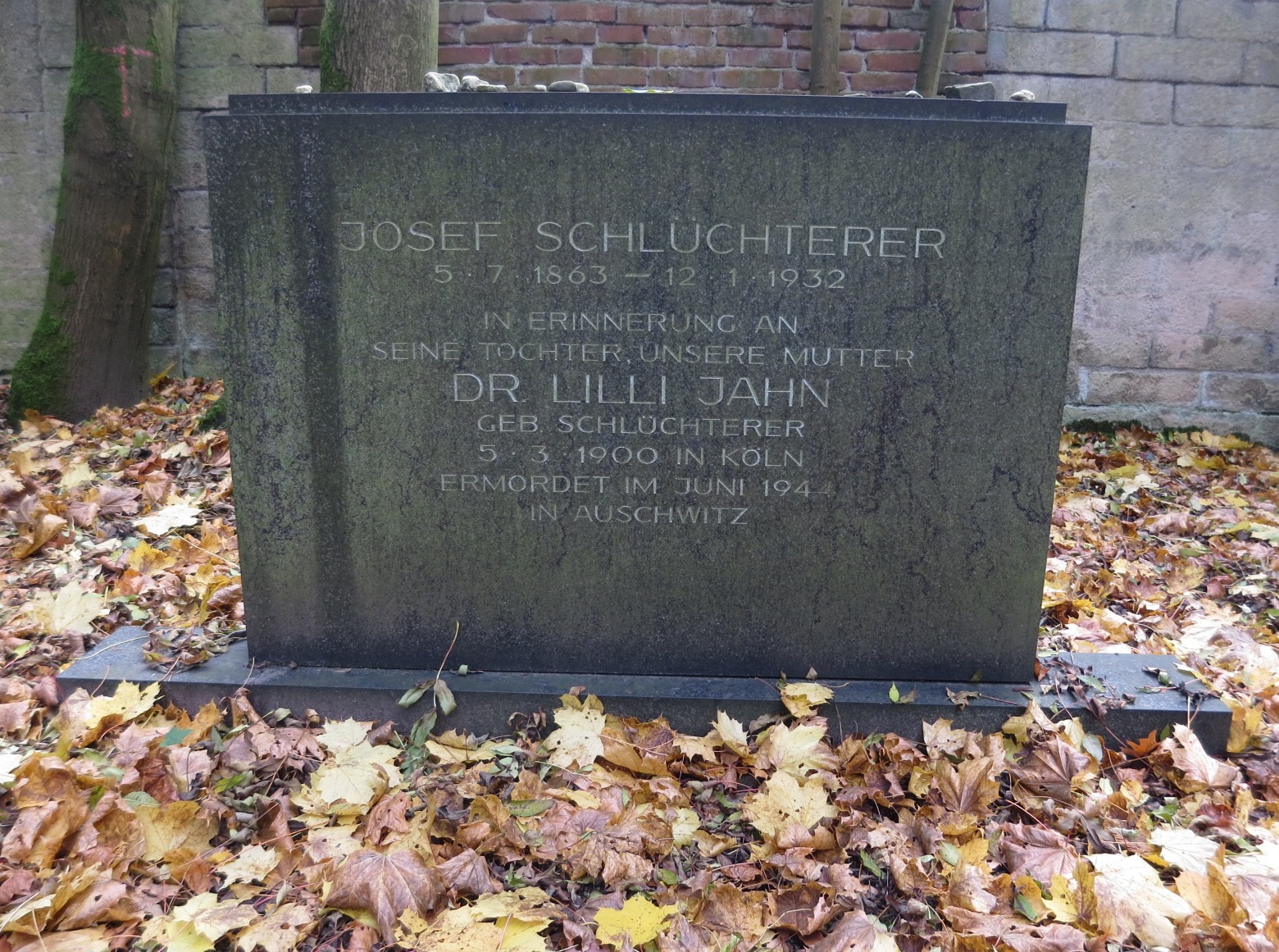
Gedenkstein auf dem Jüdischen Friedhof Bocklemünd (Flur 1)

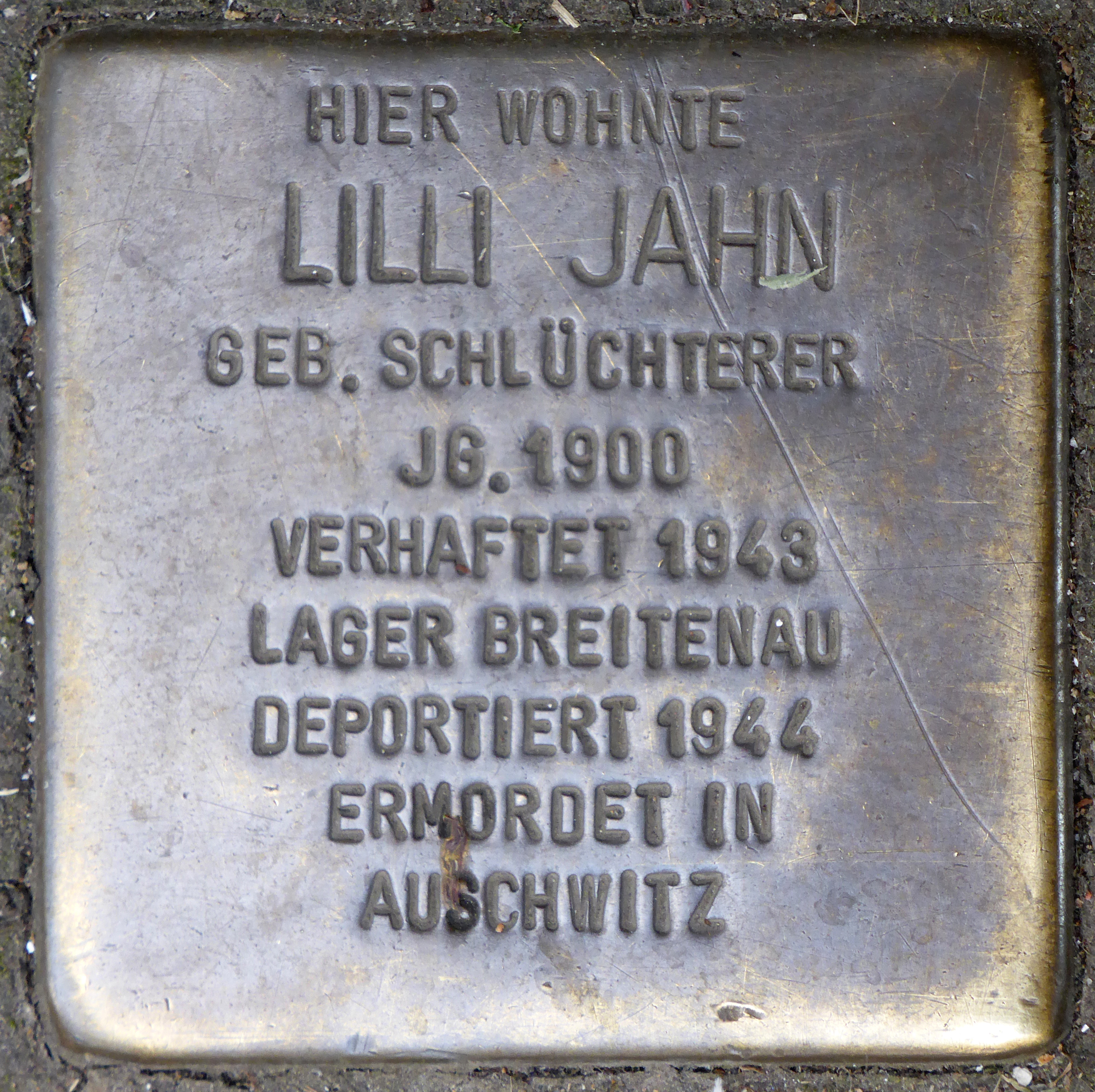
Stolperstein für Lilli Jahn, Bismarckstraße 29 in Köln

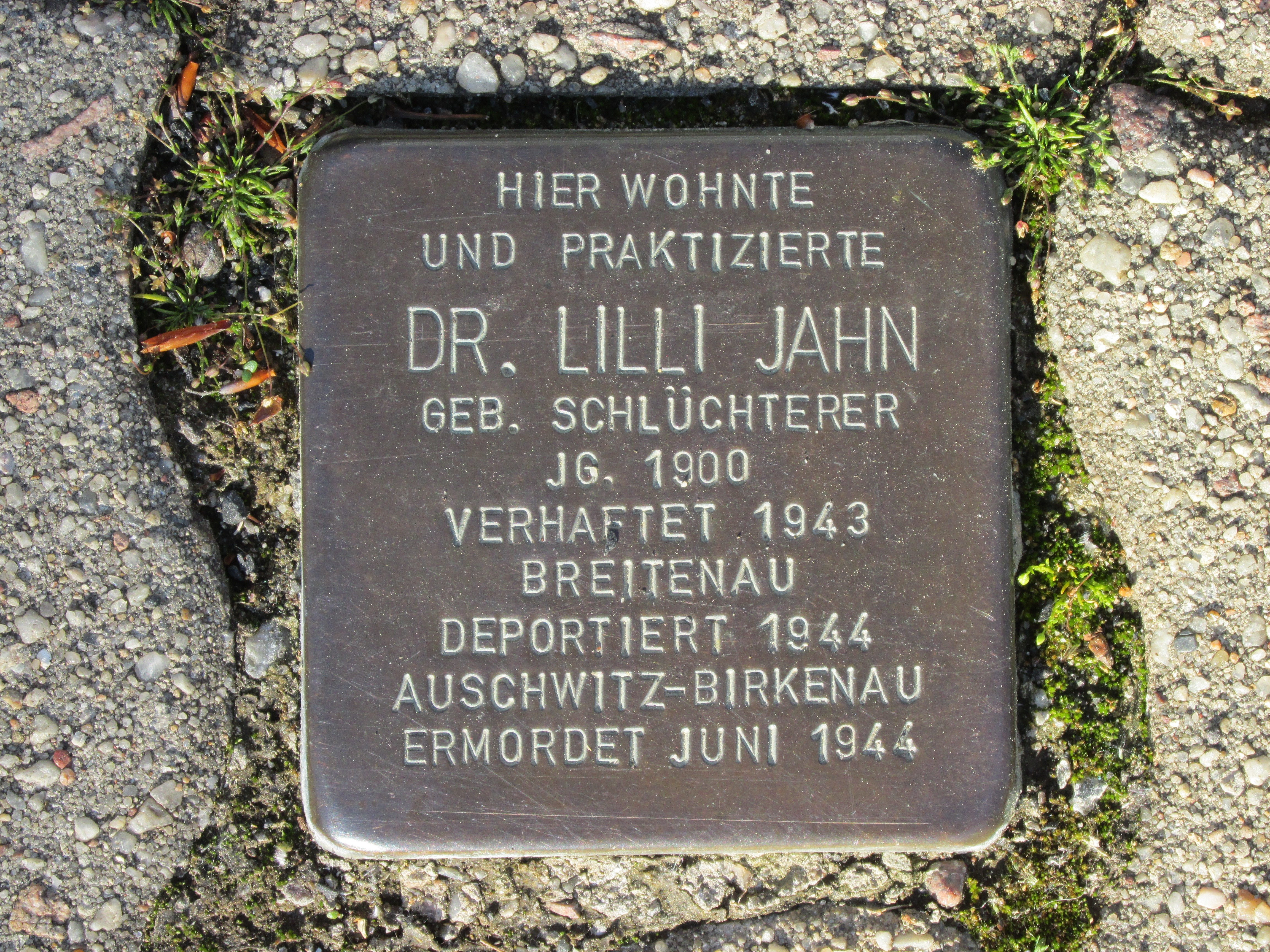
Stolperstein für Lilli Jahn, Lindenstraße 11 in Immenhausen

1962 pflanzte Gerhard Jahn zwei Bäume zu Ehren seiner Mutter in Yad Vashem in Jerusalem. Lillis Großcousine und enge Freundin, die Schriftstellerin  Lotte Paepcke, überlebte die Nazizeit und erinnerte an Lilli 1952 in ihrer Autobiografie Unter einem fremden Stern.
Historiker der Universität Kassel pflegen die Erinnerung an die jüdische Ärztin. Seit 1992 steht in der heutigen Gedenkstätte Breitenau eine Vitrine mit Briefen und Erinnerungsstücken an Lilli Jahn. In Guxhagen ist 2011 der Platz vor der ehemaligen Synagoge nach Lilli Jahn benannt worden. Im Kasseler Stadtteil Vorderer Westen wurde der Platz vor der Adventskirche in Dr.-Lilli-Jahn-Platz umbenannt. Die Aufnahme eines Doktortitels in einen Straßen- oder Platznamen ist in Kassel nicht üblich. Hier wurde eine Ausnahme gemacht, weil die Nennung ihres Doktortitels auf dem Klingelschild zu der Verhaftung von Lilli Jahn beigetragen hat. Auf dem jüdischen Friedhof in Köln-Bocklemünd erinnert eine Inschrift auf dem Grabstein ihres Vaters Josef Schlüchterer an Lilli Jahn.
Außerdem wurde in der Nähe des damaligen Arbeitserziehungslager Breitenau, im Jahr 2011, eine Gedenktafel als Erinnerung an Lilli Jahn sowie alle Inhaftierten aus dem Lager aufgestellt. Der Standort dieser Gedenktafel, wurde der „Lilli-Jahn-Platz“ genannt. In Immenhausen, Lillis früherer Lebensort, wurden Stolpersteine vor ihrem ehemaligen Haus gelegt, eine Straße und später die Immenhauser Grundschule nach ihr benannt.

## Die Briefe
Lilli Jahns ältester Sohn, der spätere Justizminister der Bundesrepublik Gerhard Jahn, bewahrte den Briefwechsel zwischen ihr und ihrer Familie auf. Allerdings war das Vorhandensein der Schriftstücke, insbesondere des letzten Briefs aus Auschwitz kurz vor ihrem Tod 1944, keinem aus der Familie bekannt. Bis heute ist ungeklärt, weshalb Gerhard Jahn die Existenz des Briefwechsels vor seiner Familie verheimlichte. Nach seinem Tod fanden seine Erben Kartons und Umschläge mit rund 250 Briefen der Kinder Lilli Jahns an ihre Mutter. Weitere etwa 200 Briefe, die Lilli an Ernst schrieb, hatte dieser selbst aufbewahrt. Erst in den 1990er Jahren erhielt Ilse, die älteste Tochter, die Briefe aus dem Nachlass ihres Vaters.
Die Briefe gelangten dann in die Obhut des Historikers und Spiegel-Redakteurs Martin Doerry, des Sohnes von Ilse. Der Enkel edierte eine Auswahl der Briefe an seine Großmutter zusammen mit Briefen Lilli Jahns aus dem Besitz ihrer Töchter, Lillis Brautbriefen an ihren späteren Ehemann Ernst Jahn sowie weiteren Dokumenten und Fotos. Mit kommentierenden und ergänzenden Texten erschienen diese 2002 unter dem Titel Mein verwundetes Herz. Die kommentierenden Texte basieren auf Archivmaterial, historischen Ermittlungen und größtenteils auf Erinnerungen von Lilli Jahns Töchtern. Die Biografie stützt sich auf Originalquellen aus den Jahren 1882 bis 1962. Um die handschriftlichen Briefe besser lesen zu können, übertrugen Lillis Jahns Töchter sie in Maschinenschrift. Bei zahlreichen Briefen wurden Kürzungen vorgenommen. Aus Respekt vor lebenden Zeitzeugen wurden bei den Briefen und Schriftstücken Pseudonyme verwendet.

### Inhalt der Briefe

#### Briefwechsel zwischen Lilli und Ernst Jahn
Der erste Abschnitt der Biografie ist geprägt von Briefen aus ihrer Jugendzeit.
Während der Zeit des Kennenlernens führten Ernst und Lilli einen regen Briefwechsel. In ihrem gemeinsamen Freundeskreis gaben sie sich literarische Spitznamen. Lilli nannte sich „Judith“ und Ernst „Amandé“. In den ersten Briefen berichtete Lilli oft von ihrem Studium, anstehenden Examina, Theatererfahrungen und ihren Tagesplänen. Später wurden die Briefe persönlicher und emotionaler. Immer mehr verdeutlichte sie ihre Liebe und Fürsorge für Ernst. Lilli wollte Ernst nun an ihrer Welt teilhaben lassen. Diesen Wunsch äußerte sie in einem Brief vom 16. September 1925. Dort sprach sie die Heirat an, aber auch die Zweifel ihrer Mutter gegenüber einer Mischehe. Sie kämpfte aber weiter für eine mögliche Ehe. Am 10. November schrieb sie Ernst, dass ihr Vater nichts gegen eine Verlobung einzuwenden hätte, er aber starke Zweifel daran geäußert habe, dass sie genügend Geld für eine Existenzgrundlage hätten. Obwohl ihr die Schwierigkeiten bewusst waren, freute sie sich auf ein Zusammenleben mit Ernst. Nach ihrer Verlobung im Dezember 1925 schrieben sie immer wieder über ihre Hochzeitspläne und die Vorfreude auf die Hochzeit. Nach der Hochzeit kam der Briefwechsel zum Erliegen, da sie nun gemeinsam in Immenhausen lebten.

#### Briefe über die veränderte Lebenssituation
Nachdem die Nationalsozialisten 1933 an die Macht gekommen waren, veränderte sich das Leben der jüdischen Mitbürger schlagartig. Auch in Immenhausen kam es zu judenfeindlichen Handlungen und Boykotten. Lilli sorgte sich zunehmend um ihre Familie und ihre Kinder. Am 2. April 1933 berichtete sie ihren Freunden Hanne und Leo über die beängstigenden Geschehnisse in Immenhausen und darüber, wie Ernst wegen seiner Ehe mit ihr, einer jüdischen Frau, diskriminiert wurde. Trost, Halt und Hoffnung suchte sie in dem Briefverkehr mit ihren Freunden. Vor allem die Ungewissheit über die Zukunft ihrer Kinder belastete sie. „Bangende Sorge um ihre Zukunft“, schrieb sie am 16. Mai 1934 an die Bekannten.
Ernsts Interessen waren auf seine neue Geliebte Rita gerichtet, während Lilli sich weiterhin um die Familie ängstigte. Ernst trennte sich 1942 schließlich von Lilli und bekam kurz darauf ein Kind mit Rita. Nach langem Verschweigen informierte sie am 11. März 1943 ihre Freundin Hanne von der veränderten Lebenssituation. Schmerz und Leid kamen in dem langen Brief zum Ausdruck. „Ich fühle mich im Innersten grenzenlos einsam und verlassen […]“.
Lilli und Hanne hielten den Kontakt stets aufrecht, um sich über die Taten und Vorgehensweise der Nationalsozialisten auszutauschen. Auch nachdem Lilli Jahn aus Immenhausen vertrieben worden und nach Kassel gezogen war, informierte sie Hanne von allen Veränderungen. In ihren Briefen ist immer die Angst und Verzweiflung spürbar.

#### Briefe aus den Konzentrationslagern
Erst mehrere Wochen nachdem Lilli Jahn von der Gestapo festgenommen und in das Arbeitserziehungslager Breitenau deportiert worden war, durfte sie am 12. September 1943 einen Brief an die Familie schreiben. Die auf dem Brief stehende Absenderadresse lautete: Breitenau bei Kassel, Post Guxhagen, Adolf-Hitlerstr.6. Am Anfang des Briefes berichtete sie über Heimweh und Sehnsucht nach ihren Kindern und bat zugleich darum, ihr viele Briefe zu schreiben. Sie fragte nach jedem einzelnen Kind und bedauerte, dass sie bei Dorotheas drittem Geburtstag nicht anwesend sein könne. Zudem äußerte sie den Wunsch, ein Paket von ihrer Familie mit bestimmten Gegenständen zu erhalten, die sie für den Alltag im Lager benötigte. Dazu zählten Lebensmittel, Kleidung und Kosmetikartikel.
Seitdem gab es einen regen Briefwechsel zwischen den Kindern und Lilli. Aus erst kurzen Briefen wurden schnell ausführliche und lange Tagesberichte. Die Kinder berichteten mehrmals die Woche über den Schulalltag, Freundschaften, Interessen und ihre Zukunftspläne. So freudig der Kontakt zueinander war, die damalige Situation konnte niemand ändern. Über ihren Hunger und den schweren Zustand im Lager schrieb Lilli ihren Kindern, weshalb sie weitere Pakete mit Lebensmittel versendet haben.
Ilses Sorgen und Ängste wurden in den Briefen zunehmend deutlicher, aber Johanna überspielte ihre Gedanken durch abenteuerliche und euphorische Erzählungen. Immer wieder fragten ihre Kinder, wann ihre Mutter nun nach Hause kommen würde. Darauf gab es nie eine Antwort. Die Hoffnung und der Glaube daran, dass sie bald vereint würden, ging schrittweise verloren.
Auch an Ernst verfasste Lilli mehrere Briefe und redete ihn wie früher als „Amadé“ an. Verzweifelt fragte sie ihn, ob es nicht doch eine Möglichkeit gäbe, sie befreien zu lassen. „Ihr ahnt nicht, was ich seelisch und sonst auch aushalte und durchmache, und doch ist es nichts gegen diese quälende Angst und Sorge, ob ich überhaupt wieder rauskomme.“
Zu Beginn des Jahres 1944 berichteten Ilse und Johanna ihrer Mutter von dem hohen Leistungsdruck in der Schule und den Schwierigkeiten, die sie hätten. Das schlechte Gewissen aufgrund seiner Trennung von Lilli quäle den Vater Ernst Jahn tagtäglich. Darüber berichtete Ilse ihrer Mutter am 7. Januar 1944. Die Kinder litten unter der angespannten Situation im Hause Jahn und sehnten sich nach ihr. „Es ist ganz schrecklich, wenn Du nicht bei uns bist.“
Am 17. März 1944 wurde Lilli nach Auschwitz deportiert. Während des Transports dorthin schrieb sie ihrer Familie einen langen Brief, in dem sie die Reise dokumentierte. Lilli ahnte schon, was sie in Auschwitz erwarten würde, aber verharmloste die Situation in ihrem Brief an die Kinder.

#### Der letzte Brief
Nach der Deportation wussten Lilli Jahns Kinder nicht, an welche Adresse sie ihre Briefe senden sollten, weshalb es wochenlang keinen Kontakt zwischen ihnen gab. Im Juni 1944 erreichte die Kinder ein Brief aus dem Vernichtungslager Auschwitz. Der Brief war an ihre Schwägerin Lore gerichtet. Er enthielt die Daten Jahn Lili Sara, Gefangenennummer 76043 und als Absender Block 24, Frauenlager, Auschwitz, Postamt 2. Der Brief war mit dem Datum 5. Juni 1944 versehen und vermutlich nicht von Lilli Jahn selber, sondern von einer Mitgefangenen geschrieben, was anhand von vielen Sprach- und Rechtschreibfehlern zu erkennen ist. Man nimmt an, dass Lilli Jahn bereits zu krank und geschwächt war, um diesen Brief selbst zu verfassen.
In dem letzten Brief wurde darüber berichtet, dass es ihr gut gehe und sie sogar ihren Beruf als Ärztin in Auschwitz weiter ausüben könne. Diese Aussagen sind unter den gegebenen Umständen sehr fragwürdig und kaum zu überprüfen. Zudem erfragt sie mehrfach den Zustand zu Hause und von ihren Kindern. Sie bedankte sich für die letzten Briefe und Pakete, die sie von ihren Kindern erhalten hatte. Der Brief endet mit dem Satz: „Ich grüße und küße jeden einzelnen tausend Mal“ und signiert dann mit „Lilli o. Mutti“.
Wenige Tage nachdem der letzte Brief von Lilli Jahn bei ihren Kindern ankam, erreichte der Anruf der Gestapo die Familie, der über den Tod Lilli Jahns informierte.

### Die Reaktion der Öffentlichkeit
Das Buch wurde sowohl beim Publikum als auch bei der Kritik ein großer Erfolg. Namhafte Literaten wie Eva Menasse, Martin Walser und Eva Rühmkorf bescheinigen vor allem den Briefen Lilli Jahns einen hohen literarisch-dokumentarischen Rang und stellen sie auf eine Stufe mit dem Tagebuch der Anne Frank und den Aufzeichnungen Victor Klemperers. 
2003 erschienen Übersetzungen ins Spanische, Katalanische, Niederländische, Dänische, Italienische, Finnische, 2004 solche ins Englische, Polnische, Norwegische, Französische, Schwedische, Portugiesische, Ungarische, und 2006 auch ins Hebräische, Japanische und Tschechische. Ein Hörbuch mit Sunnyi Melles, Beate Jensen und Martin Doerry als Sprechern war bereits 2003 herausgekommen.
Zudem führte Lilli Jahns Lebensgeschichte zu mehreren Berichten und Dokumentationen, wie zum Beispiel eine 2018 erschienene ZDF-Dokumentation Die Geschichte der Lilli Jahn. In diesem Bericht sprachen Lilli Jahns Kinder und Enkel über die Geschehnisse und Lilis Schicksal anhand von Erinnerungen und den Briefen.

## Film und Theater
2002 drehte Carola Wittrock einen Dokumentarfilm über Lilli Jahn für den WDR.
Die Wiener Theaterregisseurin Nehle Dick erarbeitete zusammen mit der aus Kiel stammenden Schauspielerin Katrin Marie Bernet ein Ein-Personen-Stück, das unter anderem in Kiel, Wien und München gezeigt wurde. Im Staatstheater Kassel wurden Lilli Jahns Briefe und ihr Lebenslauf schauspielerisch dargestellt. Dabei wird sich hauptsächlich auf die Biografie von Martin Doerry bezogen. Mein verwundetes Herz wurde somit auch zum Namen des Theaterstücks.

## Belege
1. 1 2 3 4 5 6 7 8 9  Martin Doerry: Mein verwundetes Herz. Das Leben der Lilli Jahn 1900-1944. Deutsche Verlags-Anstalt, Stuttgart und München 2002, ISBN 3-421-05634-X.
2. 1 2  Barbara Becker-Jákli: Das jüdische Krankenhaus in Köln : die Geschichte des Israelitischen Asyls für Kranke und Altersschwache 1869 bis 1945. Emons, Köln 2004, ISBN 3-89705-350-0, S. 403.
3. ↑  Gemeinde enthüllt Gedenktafel vor ehemaliger Synagoge. Auf: hna.de vom 10. November 2011
4. ↑  Warum ist es nicht anders gekommen? Das Schicksal der Lilli Jahn (...). Rezension zu Martin Doerry: Mein verwundetes Herz auf leipzig-almanach.de vom 19. Februar 2003.
5. ↑  Volker Ullrich: Der Tod der jüdischen Ärztin Lilli Jahn. 2019, abgerufen am 23. Februar 2023.
6. ↑  Die Lokalzeitung berichtete. Webseite der HNA. Abgerufen am 8. August 2013.
7. ↑  Beschluss des Ortsbeirats vom 26. März 2014 zur Neubenennung eines Platzes nach Dr. Lilli Jahn auf der Internetseite des Vereins Kassel-West e. V.
8. ↑  ZDF History: Die Geschichte der Lilli Jahn. ab  Minute 42:00. Abgerufen am 4. Oktober 2017.
9. ↑  Wolfgang Eberth: Gedenktafel am Lilli-Jahn-Platz in Guxhagen. Abgerufen am 19. Februar 2023.
10. ↑  Martin Doerry: Mein verwundetes Herz: Das Leben der Lilli Jahn 1900-1944. Deutsche Verlags-Anstalt, Stuttgart, München 2002, S. 343.
11. ↑  Martin Doerry: Mein Verwundetes Herz: Das Leben der Lilli Jahn 1900-1944. Deutsche Verlags-Anstalt, Stuttgart, München 2002, S. 28.
12. ↑  Martin Doerry: Mein Verwundetes Herz: Das Leben der Lilli Jahn 1900-1944. Deutsche Verlags-Anstalt, Stuttgart, München 2002, S. 60.
13. ↑  Martin Doerry: Mein verwundetes Herz: Das Leben der Lilli Jahn 1900-1944. Deutsche Verlags-Anstalt, Stuttgart, München 2002, S. 60–63.
14. ↑  Martin Doerry: Mein verwundetes Herz: Das Leben der Lilli Jahn 1900-1944. Deutsche Verlags-Anstalt, Stuttgart, München 2002, S. 76.
15. ↑  Martin Doerry: Mein Verwundetes Herz: Das Leben der Lilli Jahn 1900-1944. Deutsche Verlags-Anstalt, Stuttgart, München 2002, S. 88.
16. ↑  Martin Doerry: Mein Verwundestes Herz. Das Leben der Lilli Jahn 1900–1944. Deutsche Verlags-Anstalt, Stuttgart und München, S. 147.
17. ↑  Martin Doerry: Mein verwundetes Herz: Das Leben der Lilli Jahn. Deutsche Verlags-Anstalt, Stuttgart, München 2002, S. 165.
18. ↑  Martin Doerry: Mein verwundetes Herz: Das Leben der Lilli Jahn 1900-1944. Deutsche Verlags-Anstalt, Stuttgart, München 2002, S. 225.
19. ↑  Martin Doerry: Mein verwundetes Herz: Das Leben der Lilli Jahn 1900-1944. Deutsche Verlags-Anstalt, Stuttgart, München 2002, S. 327.
20. ↑  Martin Doerry: Mein verwundetes Herz: Das Leben der Lilli Jahn 1900–1944. Deutsche Verlags-Anstalt, Stuttgart, München 2002, S. 330.
21. ↑  Martin Doerry: Mein verwundetes Herz: Das Leben der Lilli Jahn 1900-1944. Deutsche Verlags-Anstalt, Stuttgart, München 2002, S. 331.
22. ↑  Mi corazón herido: la vida de Lilli Jahn 1900–1944. Übersetzung Rosa Pilar Blanco. Taurus Madrid
23. ↑  El meu cor ferit: biografia de Lilli Jahn, 1900–1944. Übersetzung Carme Gala. Columna Barcelona
24. ↑  Mijn gewonde hart: het leven van Lilli Jahn, 1900–1944. Übersetzung Gerda Meijerink. Bezige Bij Amsterdam
25. ↑  Mit sårede hjerte: Lilli Jahns liv 1900–1944. Übersetzung Astrid Heise-Fjeldgren. [København]: Aschehoug
26. ↑  Lilli Jahn il mio cuore ferito: lettere di una madre dall'Olocausto. Übersetzung Roberta Zuppet. Rizzoli Milano
27. ↑  "Haavoittunut sydämeni": Lilli Jahnin elämä 1900–1944. Übersetzung Veli-Pekka Ketola, Dingua. Espoo : Plataani Oy
28. ↑  My Wounded Heart. Übersetzer: John Brownjohn
29. ↑  Moje zranione serce. Übers. von Anna Kryczyńska. Warszawa: Muza
30. ↑  Mitt sårede hjerte: Lilli Jahns liv 1900–1944. Übersetzung Eivind Lilleskjaeret
31. ↑  A tout de suite, les enfants
32. ↑  Mitt sargade hjärta
33. ↑  Meu coração ferido
34. ↑  "Megsebzett szívem"
35. ↑  Eintrag der Hörbuchfassung im Katalog der DNB
36. ↑  ZDF: Die Geschichte der Lilli Jahn. 2018, abgerufen am 10. Februar 2023.

| Personendaten    | Personendaten                     |
| ---------------- | --------------------------------- |
| NAME             | Jahn, Lilli                       |
| ALTERNATIVNAMEN  | Schlüchterer, Lilli (Geburtsname) |
| KURZBESCHREIBUNG | deutsche Ärztin und Briefautorin  |
| GEBURTSDATUM     | 5. März 1900                      |
| GEBURTSORT       | Köln                              |
| STERBEDATUM      | 19. Juni 1944                     |
| STERBEORT        | Auschwitz-Birkenau                |